# Othon des Deux-Ponts
Othon des Deux-Ponts (né le 22 juillet 1556 - mort le 29 août 1604), de la maison de Palatinat-Deux-Ponts, est comte palatin  de Soulzbach de 1569 jusqu'en 1604.

## Biographie
Othon ou Otto Henri né à Amberg en 1556 est l'un des cinq fils de comte Palatin Volfgang des Deux-Ponts. Après la mort de leur père en 1569, ses domaines sont partagés entre Othon Henri et ses quatre frères. Othon reçoit le territoire situé autour de Sulzbach-Rosenberg. Othon Henri meurt en 1604 et il est inhumé à Lauingen. Comme il ne laisse pas de fils survivant ses domaines passent à son ainé frère le comte Palatin Philippe Louis de Neubourg.

## Union et postérité
Othon Henri épouse le 25 novembre 1582  Dorothée-Marie de Wurtemberg (3 septembre 1559 – 23 mars 1639), fille du duc Christophe, et ils ont treize enfants, quatre fils et neuf filles :
- Louis (6 janvier 1584 - 12 mars 1584)
- Anne Élisabeth (19 janvier 1585 – 18 avril 1585)
- Georges Frédéric (15 mars 1587 - 25 avril 1587)
- Dorothée Sophie (10 mars 1588 – 24 septembre 1607)
- Sabine de Palatinate-Sulzbach (1589 - 1645) (25 février 1589 – 1er septembre 1645)
- Othon Georges (9 avril 1590 – 20 mai 1590)
- Suzanne de Palatinate-Sulzbach (1591 - 1661) (6 juin 1591 – 21 février 1661)
- Marie Élisabeth (5 avril 1593 – 23 février 1594)
- Anne Sybille (10 mai 1594 – 10 décembre 1594)
- Anne Sophie (6 décembre 1595 – 21 avril 1596)
- Magdalena Sabine (6 décembre 1595 - 18 février 1596)
- Dorothée Ursule (2 septembre 1597 – 25 mars 1598)
- Frédéric Christian (19 janvier 1600 -25 mars 1600)

## Source
- (en) Cet article est partiellement ou en totalité issu de l’article de Wikipédia en anglais intitulé « Otto Henry, Count Palatine of Sulzbach » (voir la liste des auteurs).